# 弗赖西讷
弗赖西讷（法語：Fraissines，法語發音：[fʁɛsin]）是法国奧克西塔尼大區塔恩省的一个市镇，属于阿尔比区。

## 地理
弗赖西讷（43°58'15"N, 2°30'36"E）面积6.34 平方千米，位于法国奧克西塔尼大區塔恩省，该省份为法国南部内陆省份，北起顺时针与阿韦龙省、埃罗省、奥德省、上加龙省和塔恩-加龙省接壤。
与弗赖西讷接壤的市镇（或旧市镇、城区）包括：索拉日堡、布拉斯克、雷基斯塔、卡迪、特雷巴。

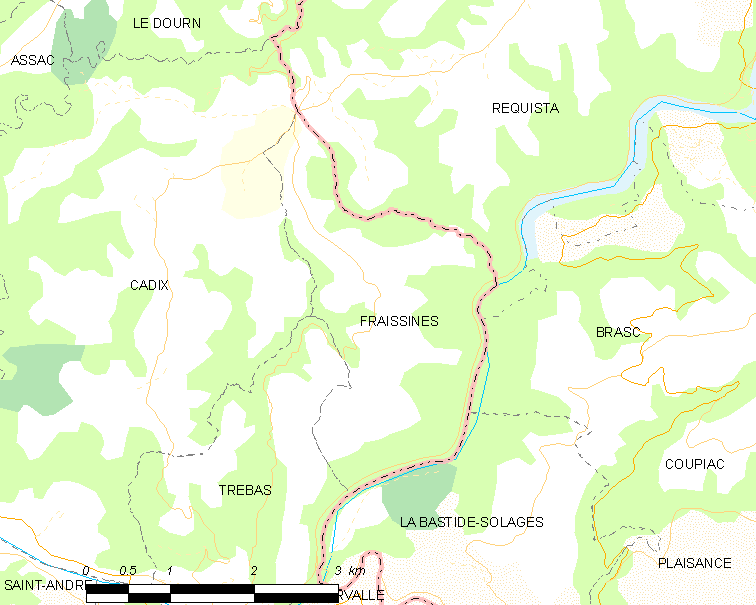
弗赖西讷的OSM定位图

弗赖西讷的时区为UTC+01:00、UTC+02:00（夏令时）。

## 行政
弗赖西讷的邮政编码为81340，INSEE市镇编码为81094。

## 政治
弗赖西讷所属的省级选区为卡尔莫第一县。

## 人口

1962-2008年间弗赖西讷人口变化图示

弗赖西讷于2022年1月1日时的人口数量为91人。